# Alexandra Makounina
Alexandra Alexandrovna Makounina (en russe : Александра Александровна Макунина) est une géographe, enseignante et aviatrice soviétique, né le 16 mai 1917 et décédée le 13 novembre 2000.

## Biographie
Alexandra Makounina est née dans le village de Marievke, dans l'actuelle oblast de Riazan. Après ses études secondaires, elle intégra l'Institut pédagogique d'État de Moscou et en sortit professeur de géographie diplômée en 1939.
Pendant la Seconde Guerre mondiale, elle rejoignit le 586e régiment de chasse aérienne (586 IAP), l'un des trois régiments entièrement féminins des forces aériennes soviétique de la guerre. Pendant trois ans, elle effectua diverses missions de combat et occupa la fonction de cheffe d'état-major du régiment.

## Décorations
Principales décorations :
- Ordre de la Guerre patriotique de 2e classe
- Ordre du Drapeau rouge du Travail